# Шебунин, Андрей Николаевич
Андрей Николаевич Шебунин (1887—1942) — российский, советский историк, специалист по истории российской и западноевропейской общественной мысли XIX века, археограф, пушкинист.

## Биография
Родился в дворянской семье. Учился в 3-й Петербургской гимназии, затем на историко-филологическом факультете Санкт-Петербургского университета. В студенческие годы примкнул к социал-демократическому движению, член РСДРП, меньшевик. В 1911 году был отправлен в ссылку в городе Вильно. Диплом Санкт-Петербургского университета получил в 1913 году, после возвращения из ссылки. В 1914 году — вновь арестован и сослан в село Кежма Енисейской губернии. В 1917 году освобождён, в Петрограде вступил в группу Плеханова «Единство», работал редактором в газетах «Солдатский вестник», «Известия».
После революции преподавал в петроградских школах, участник кружка «молодых историков» и ленинградской секции «Общества по изучению декабристов и их времени». С 1926 года — научный сотрудник Института истории РАНИОН.
Впервые арестован в 1929 году по делу академика С. Ф. Платонова. В 1931 году по статье 58-11 приговорён к 5 годам лагерей, отправлен в Свирьлаг, вышел на свободу досрочно в ноябре 1933 года. В 1935—1938 годах работал по договорам с ИРЛИ АН СССР (Пушкинский Дом), занимался разбором архива декабристов братьев Тургеневых, готовил к изданию их бумаги и переписку. Состоял в научной комиссии по подготовке Пушкинского юбилея — 100-летия гибели поэта. Арестован 10 февраля 1938 года и приговорён 19 октября 1940 года Особым Совещанием при НКВД СССР к 8 годам лагерей, отправлен в Онеглаг. Согласно документам, представленным при реабилитации в 1956 году, — умер в лагере 25 ноября 1942 года. По другим сведениям — был расстрелян в 1940 году.

## Публикации
- Западноевропейские влияния в мировоззрении Н. И. Тургенева // Анналы. 1923. № 3. С. 191—219.
- Из истории дворянских настроений 20-х гг. // Борьба классов. 1924. № 1/2. С. 50—90.
- Николай Иванович Тургенев. М., 1925.
- Европейская контрреволюция в первой половине XIX в. Л., 1925. 232 с.
- Н. И. Тургенев в тайном обществе декабристов // Декабристы и их время. Т. 1. М., 1928. С. 109—164.
- Братья Тургеневы и русское общество александровской эпохи // Декабрист Н. И. Тургенев. Письма к брату С. И. Тургеневу. 1811—1824. М.-Л., 1936.
- Пушкин и Общество Елизаветы // Временник Пушкинской комиссии. Вып. 1. Л., 1936. С. 53—90.
- История Пугачёва // Литературное обозрение. 1937. № 2. С. 48—65.